# Bitwa pod Carnifex Ferry
Bitwa pod Carnifex Ferry – starcie zbrojne, które miało miejsce 10 września 1861 w trakcie wojny secesyjnej podczas kampanii w Wirginii.
Po bitwie pod Kessler’s Cross Lanes dowódcą okręgu wojskowego w Ohio został generał brygady William S. Rosecrans, powołany przez generała McClellana. Nowy dowódca poprowadził trzy dodatkowe brygady do wsparcia sił Unii na południu.
Rankiem 10 września generał konfederacki John B. Floyd nakazał generałowi Wise wzmocnienie własnych oddziałów siłami dwóch pułków. Wojska te w ostatniej chwili miały połączyć się z siłami Floyda, do czego jednak nie doszło.
Po południu wojska Rosecransa uderzyły na stanowiska konfederatów w okolicy Carnifex Ferry. Bitwę trwającą wiele godzin zakończyło zapadnięcie zmroku.
Na skutek przewagi liczebnej wojsk Unii, Floyd opuścił o północy pole walki, kierując się na Meadow Bluff w zachodniej Wirginii. Odpowiedzialnością za porażkę generał zrzucił na generała Wise, którego siły miały znajdować się w odległości 20 km na północny zachód od wojsk Floyda.
Zwycięstwo w bitwie zapewniło wojskom północy odzyskanie kontroli nad doliną Kanawha.